# Justicia runyonii
Justicia runyonii là một loài thực vật có hoa trong họ Ô rô. Loài này được Small mô tả khoa học đầu tiên.